# Phanère
Les phanères (nom masculin, issu du grec φανερός, phanerós « visible, apparent ») sont des productions tégumentaires issues de l'ectoderme et caractérisées par un taux élevé de kératinisation.
Chez l'humain, les principaux phanères sont les cheveux, les poils et les ongles. L'ensemble peau et phanères se nomme le tégument. Bien que n'étant pas d'origine tégumentaire, les dents sont parfois considérées comme étant des phanères. Chez le nouveau-né ou sur certaines parties du corps plus tard, on parle aussi de duvet pour désigner des poils très petits et très fins.
Ils ont parfois des propriétés électriques particulières (cf. électricité statique).
Dans les abattoirs, ils font partie des « sous-produits animaux non destinés à la consommation humaine », valorisés sous diverses formes.

## Fonctions
Selon l'espèce concernée, les phanères peuvent avoir des fonctions très différentes, dont :
- rôle de protection contre la chaleur, le froid ou l'eau (pelage, duvet) ; les chiens et d'autres espèces ont deux sortes de poils, des poils plus fins et courts et des poils plus longs dits « poils de couverture » ou « jarres »[5] ;
- protection de l’œil (cils) ;
- fonctions de défense ou améliorant les capacités des doigts (ex. : griffes et ongles) ;
- fonction de soutien au déplacement (ex. : les plumes qui permettent le vol de l'oiseau) ;
- fonctions « esthétiques » et éthologiques (ex. : les couleurs, les motifs, le caractère brillant d'un pelage ou plumage peuvent aussi jouer un rôle dans la reconnaissance interspécifiques, interindividuelles, pour la parade nuptiale, etc.
- organes associés au sens du toucher.

Ils peuvent être très importants chez les animaux à épiderme développé (les amniotes, comme l'humain), mais existent aussi (dans une moindre mesure), chez les animaux anamniotes. 
De nombreux invertébrés sont couverts de poils qui sont aussi considérés comme des phanères, certains insectes et les araignées notamment. 
Chez les animaux vivant dans des milieux saisonnièrement marqués, le phénomène de la mue, contrôlé par une hormone régulant les cycles nycthéméraux et saisonniers (la mélatonine) permet un renouvellement accéléré d'une partie des phanères (plumage, pelage). De manière générale, les phanères répondent à des  facteurs de croissance et à des molécules de signalisation intracellulaire spécifiques .

## Phanères d'Anamniotes

### Dents cornées

La bouche d'une lamproie (un cyclostome) est munie de "dents" cornées formées de kératine.

Généralement nombreuses et formées de kératine, elles remplacent les dents véritables, absentes, chez les cyclostomes et les amphibiens. Elles tapissent la cavité buccale, la zone péribuccale, voire la langue dans le cas des cyclostomes.

### Autres formations kératinisées
- Tubercules de reproduction (aussi appelés organes perliformes) chez certains poissons téléostéens.
- Gaine cornée sur les doigts de certains amphibiens anoures.

### Soies
Aussi appelées "poils" de manière plus ou moins synonyme, ce sont des formations kératinées filiformes très présentes tant chez arthropodes que chez certains annélides.
A noter que ces formations, ancrées dans l'exosquelette, assument des fonctions très similaires aux poils des mammifères (protection du tégument ectodermique, tactisme,  voire thermorégulation, etc).
Ces soies (toujours au pluriel) ne doivent pas être confondues avec la soie (matériau excrété par certaines espèces).

## Phanères d'Amniotes

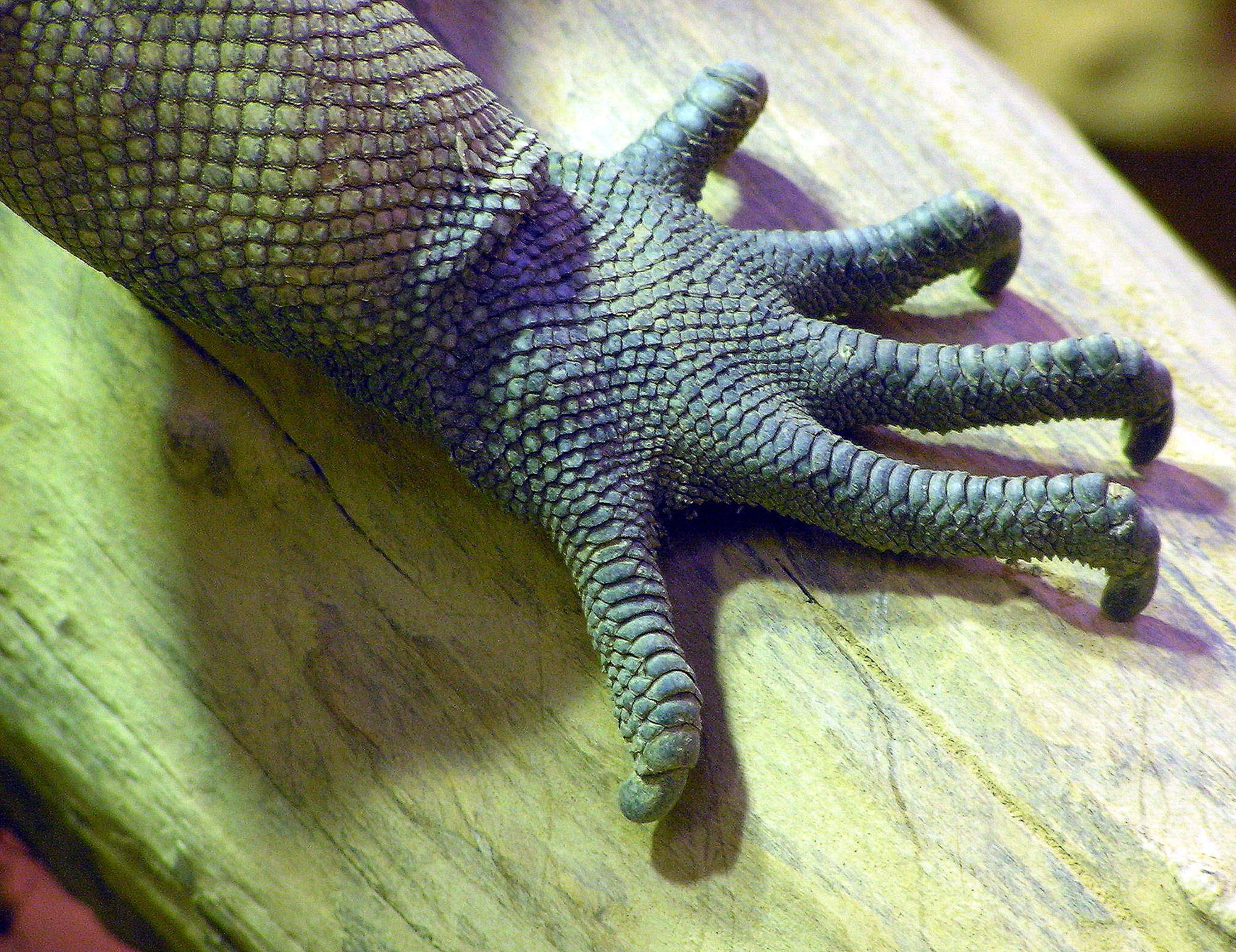
Écailles et griffes d'un iguane.

Les phanères d'Amniotes se développent à partir de placodes (épaississements locaux de l'épiderme formés de cellules en colonnes) qui réduisent leur prolifération et expriment des gènes particuliers. L'existence de la même placode anatomique chez les reptiles, les oiseaux ou les mammifères indique qu'il y a une homologie entre ces trois appendices cutanés.
Il s'agit en particulier de :
- griffes, sabots, ongles
- écailles (cornées)
- plumes
- pycnofibres
- poils (ex : cheveux, vibrisses, laine…)
- bec (corné)
- cornes

### Formation et élimination chez les vertébrés terrestres
Chez les vertébrés terrestres, les cellules les plus externes de l'épiderme se kératinisent et forment le stratum corneum (la couche cornée). L'élimination de ces cellules mortes est continue ou périodique (desquamation, mues). 
La couche cornée, encore très mince chez les amphibiens, se développe considérablement chez les reptiles (écailles, plaques parfois dispersées en cuirasse). 
Chez les vertébrés terrestres, elle engendre des griffes, ongles, des pelotes et coussinets plantaires ou palmaires, des dermatoglyphes digitaux, sabots, des cornes, des étuis cornés coiffants les becs et, chez les endothermes, des plumes et des poils. 
Ongles, cheveux et poils sont d'autres formes de phanères qui semblent jouer des rôles multiples. 
Chaque type de phanère est biodégradé par des communautés de bactéries, champignons et invertébrés spécifiques, dont les acariens retrouvés dans les literies et diverses espèces de larves de mites.

## Santé et pathologies des phanères
L'état des phanères reflète pour partie l'état général de santé d'un individu, mais il varie aussi selon l'âge de l'individu et ses conditions de vie. 
Chez l'être humain, les phanères s'épaississent avec l'âge, et 
- certains poils et les cheveux peuvent blanchir, notamment avec la ménopause ou l'andropause[12] ;
- les cheveux peuvent être anormalement laineux[13] ou tomber (alopécie) ;
- des cheveux clairsemés, courts, torsadés, épais et légèrement pigmentés peuvent résulter d'une maladie génétique troublant le métabolisme du cuivre (syndrome de Menkes[14]) ;
- la pilosité est parfois anormalement intense[15] ;
- la teigne est une infection des cheveux ou des poils due à une mycose se développant sur le cuir chevelu. cette maladie fait partie des dermatophytoses ;
- une radiothérapie et/ou chimiothérapie peuvent provoquer la chute des cheveux ;
- les ongles peuvent être déformés ou affectés par certains champignons (mycoses des ongles dites « Onychomycose », par exemple provoqué par Trichophyton rubrum qui peut dégrader la kératine grâce à une protéinase spéciale[16]). Pour lutter contre ces mycoses, des laboratoires cherchent à développer des antifongiques capables de pénétrer la kératine et qui ne soient pas trop toxiques[17]. Cette affection survient rarement avant la puberté[18], et touche plutôt les personnes âgées.

## Santé environnementale
Les phanères accumulent de manière préférentielle certains toxiques (plomb, mercure notamment dans les cheveux par exemple), ce qui pourrait être une stratégie d'élimination de certains toxiques, retenue par l'évolution via la sélection naturelle.
Pour ces contaminants, le phanère est biointégrateur ; il peut donc être utilisé pour mesurer une contamination passée (lutte antidopage, détection d'usage de drogue ou bioindication de contamination environnementale) qui ne peut plus être retrouvée par l'analyse de sang ou d'urine. 
Les métaux trouvés dans et sur les phanères ont une double origine : une partie provient de l'environnement externe (particules métalliques ou vapeur de mercure adsorbée sur le poil ou la plume par exemple), et l'autre partie résulte d'une contamination interne. 

Selon le type de phanère, d'animal et de métal, l'accumulation peut se faire plutôt à l'intérieur ou plutôt à l'extérieur du poil ou de la plume. La part externe peut être en grande partie lavée, mais non la part interne. Dans un environnement pollué par la métallurgie, les animaux qui se lèchent beaucoup (bovins y compris) peuvent se contaminer en se léchant le poil, ou quand un animal (chat, rapaces) absorbe des boules de poils ou de plumes.
Pour ces raisons, les phanères issues d'abattoirs devraient être traitées avec précaution en raison des risques sanitaires
Les cellules qui produisent les phanères peuvent être victimes de tumeurs particulières,.
Les phanères de certains animaux (poils de chats, de cheval... ) peuvent être source d'allergie chez certains sujets.

## Utilisations, valorisation commerciale
Depuis la préhistoire, les moutons et les chèvres, et d'autres mammifères à poils longs produisent des laines et poils utilisés pour le tissage. 
Les abattoirs et les filières d'équarrissage peuvent valoriser les phanères (cornes, sabots et ongles principalement de bovins, ovins et caprins et de volaille) (environ 55 700 t/an en France selon les abattoirs). Ces sous-produits animaux sont valorisés par exemple en engrais agricoles ou de jardin pour leurs teneurs en soufre, azote et phosphore. Ils peuvent aussi être transformés en farine, et comme la farine d'os ou de viande être utilisés dans la composition de farines animales vendues pour l'alimentation animale (« Les grosses cornes de qualité servent à confectionner des peignes et des manches de couteaux »).